# 1881 en philosophie
Chronologie de la philosophie
- 1877
- 1878
- 1879
- 1880
- 1881
- 1882
- 1883
- 1884
- 1885

L’année 1881 a été marquée, en philosophie, par les événements suivants :

## Publications
- Première édition de Aurore. Réflexions sur les préjugés moraux (Morgenröte – Gedanken über die moralischen Vorurteile), de Friedrich Nietzsche.

## Naissances
- 1er mai : Pierre Teilhard de Chardin, philosophe français, mort en 1955.
- 5 septembre : Otto Bauer, philosophe autrichien, mort en 1938.

## Décès
- 11 mai : Henri-Frédéric Amiel, philosophe suisse, né en 1821.
- 4 juillet : Johan Vilhelm Snellman, philosophe finlandais, né en 1806, mort à 75 ans.